# Akihiro Satō
Akihiro Satō (jap. 佐藤 晃大 Satō Akihiro; ur. 22 października 1986) – japoński piłkarz występujący na pozycji napastnika. Obecnie występuje w Tokushima Vortis.

## Kariera klubowa
Od 2009 roku występował w klubach Tokushima Vortis i Gamba Osaka.